# Ньютаун (Індіана)
Ньютаун (англ. Newtown) — місто (англ. town) в США, в окрузі Фаунтен штату Індіана. Населення — 217 осіб (2020).

## Географія
Ньютаун розташований за координатами 40°12′16″ пн. ш. 87°8′54″ зх. д. / 40.20444° пн. ш. 87.14833° зх. д. (40.204406, -87.148239).  За даними Бюро перепису населення США в 2010 році місто мало площу 1,31 км², уся площа — суходіл.

## Демографія
Згідно з переписом 2010 року, у місті мешкало 256 осіб у 93 домогосподарствах у складі 67 родин. Густота населення становила 196 осіб/км².  Було 107 помешкань (82/км²).
Расовий склад населення:
| - 95,3 % — білих - 2,0 % — чорних або афроамериканців - 0,8 % — корінних американців |

До двох чи більше рас належало 2,0 %. Частка іспаномовних становила 1,6 % від усіх жителів.
За віковим діапазоном населення розподілялося таким чином: 28,5 % — особи молодші 18 років, 62,9 % — особи у віці 18—64 років, 8,6 % — особи у віці 65 років та старші. Медіана віку мешканця становила 35,4 року. На 100 осіб жіночої статі у місті припадало 128,6 чоловіків;  на 100 жінок у віці від 18 років та старших — 128,8 чоловіків також старших 18 років.
Середній дохід на одне домашнє господарство  становив 63 826 доларів США (медіана — 58 125), а середній дохід на одну сім'ю — 74 154 долари (медіана — 72 500). За межею бідності перебувало 12,1 % осіб, у тому числі 7,2 % дітей у віці до 18 років та 0,0 % осіб у віці 65 років та старших.
Цивільне працевлаштоване населення становило 145 осіб. Основні галузі зайнятості: виробництво — 37,9 %, науковці, спеціалісти, менеджери — 16,6 %, освіта, охорона здоров'я та соціальна допомога — 13,1 %, мистецтво, розваги та відпочинок — 9,7 %.